# پابیلوس دسیوس ماس (کنسول ۲۹۷ پیش از میلاد)
پابیلوس دسیوس ماس (انگلیسی: Publius Decius Mus; – ۱ ژانویهٔ ۰۲۷۹) یک سیاستمدار رومی جمهوری روم و ژنرال از تیره پلبی‌ها دسیا بود.
او پسر پابیلوس دسیوس ماس (کنسول ۳۱۲ پیش از میلاد) بود.